# Цикоте (Пакраць)
45°26′ пн. ш. 17°23′ сх. д. / 45.43° пн. ш. 17.39° сх. д.
Цикоте (хорв. Cikote) — населений пункт у Хорватії, в Пожезько-Славонській жупанії у складі міста Пакраць.

## Населення
Населення за даними перепису 2011 року становило 7 осіб.
Динаміка чисельності населення поселення:

## Клімат
Середня річна температура становить 8,51 °C, середня максимальна – 20,96 °C, а середня мінімальна – -5,73 °C. Середня річна кількість опадів – 1006 мм.
| Клімат поселення                              | Клімат поселення | Клімат поселення | Клімат поселення | Клімат поселення | Клімат поселення | Клімат поселення | Клімат поселення | Клімат поселення | Клімат поселення | Клімат поселення | Клімат поселення | Клімат поселення | Клімат поселення |
| Показник                                      | Січ.             | Лют.             | Бер.             | Квіт.            | Трав.            | Черв.            | Лип.             | Серп.            | Вер.             | Жовт.            | Лист.            | Груд.            |                  |
| Середній максимум, °C                         | 4,14             | 5,63             | 8,90             | 12,20            | 17,35            | 20,43            | 20,96            | 20,50            | 16,82            | 12,70            | 7,69             | 3,92             |                  |
| Середня температура, °C                       | −0,8             | 0,72             | 3,96             | 7,27             | 12,42            | 15,50            | 17,70            | 17,24            | 13,56            | 9,44             | 4,44             | 0,66             |                  |
| Середній мінімум, °C                          | −5,73            | −4,23            | −0,98            | 2,33             | 7,50             | 10,58            | 14,45            | 13,99            | 10,31            | 6,19             | 1,17             | −2,6             |                  |
| Норма опадів, мм                              | 59               | 58               | 65               | 85               | 92               | 115              | 97               | 94               | 83               | 84               | 95               | 79               |                  |
| Середньомісячна швидкість вітру, м/с          | 2.70             | 2.90             | 3.08             | 2.98             | 2.71             | 2.38             | 2.32             | 2.27             | 2.44             | 2.68             | 2.78             | 2.81             |                  |
| Середньомісячна сонячна радіація, кДж/м²·день | 4545             | 7276             | 11013            | 15033            | 18925            | 20895            | 21716            | 19491            | 14631            | 9349             | 5125             | 3808             |                  |
| --------------------------------------------- | ---------------- | ---------------- | ---------------- | ---------------- | ---------------- | ---------------- | ---------------- | ---------------- | ---------------- | ---------------- | ---------------- | ---------------- | ---------------- |
| Джерело:                                      |                  |                  |                  |                  |                  |                  |                  |                  |                  |                  |                  |                  |                  |